# Angloarab
Angloaraben (även anglo-arabiskt fullblod) är en hästras som målmedvetet har avlats fram i Frankrike sedan 1840-talet. Avsikten var ursprungligen att få fram en häst som i en och samma hästras kombinerade de båda fullblodshästarnas fördelar. Det engelska fullblodets storlek, hoppförmåga och snabbhet samt arabernas klokhet, hårdhet och uthållighet.  Angloarabens storlek och exteriör kan variera beroende på hur den är framavlad.   
I Sverige har avel av angloaraber bedrivits i liten skala sedan 1950-talet. Den moderna svenska angloarabavelns mål är att producera en sund, hållbar, snabb, uthållig och synnerligen ädel sporthäst med god ridbarhet och hög prestationsförmåga i främst grenarna fälttävlan, banhoppning och dressyr.  
Ibland kallas angloaraben för anglo-arabiskt fullblod och är då en ren korsning mellan arabiskt och engelskt fullblod. Angloaraber betecknas med X efter sitt namn, araber med OX och engelska fullblod med XX. 

## Historia
Både England och Frankrike brukar räknas som hemland åt angloaraben, men historien bakom rasen kan börja redan på 700-talet med morernas invasion i södra Europa och då även Frankrike. När morerna senare drevs tillbaka blev många av deras orientaliska hästar kvar och fler hundra års vidare avel på dessa hästar ledde till att de acklimatiserade sig i det mycket kallare och blötare klimatet i Frankrike. 
Under 1700-talet, sedan Napoleon Bonaparte hade tagit makten, hade hästbeståndet i hela Frankrike minskat drastiskt och stuterierna satsade på att få upp beståndet med de hjälp av de gamla orientaliska hästarna. Stuteriernas uppgift hade förut varit att leverera hästar till hovstallen åt kungen, men Napoleon beordrade dem nu att avla fram remonter åt kavalleriet, med en bas på ökenfödda arabiska fullblod, främst från Tunisien och Syrien. Dessa korsades först med inhemska franska ston. 
Det engelska fullblodet skulle inte vara med i bilden förrän 1830 när de engelska hästarna blev populära ute i Europa. Pompadourstuteriet i Frankrike började experimentera med de gamla franska remonthästarna, arabhästar och de engelska fullbloden. Uppfödarna ansåg att de bästa korsningarna var mellan rena fullblod av både arabiskt och engelskt ursprung och 1836 avlades dessa två raser systematiskt på stuteriet. Även i England avlade man de engelska fullbloden med arabiska fullblod. 
Angloaraben grundades framförallt på två arabiska hingstar, Massoud och Aslan, och tre engelska fullblodsston, Dair, Common Marc och Selim Mare. Ett strikt urvalssystem tillämpades där valet av hästarna som skulle ingå i aveln baserades på prestationsprov, stabilt temperament och enhetlig exteriör. 
Frankrike och England har haft störst betydelse för angloaraben, men även Polen och Spanien har haft stor inverkan i aveln på angloaraben med sina korsningar av araber och engelska fullblod. Idag finner man de större stuterierna för angloaraber i Frankrike och Storbritannien. I Storbritannien är inga andra raser än angloaraber, araber och engelska fullblod tillåtna, medan man i Frankrike är lite öppnare för korsningar så länge hästarna har minst 25% arabiskt blod i sig.

## Egenskaper och karaktär

Angloaraber brännmärks ibland med detta brännmärke

Den ideala angloaraben är en medelstor häst, påfallande ädel med god resning. Den är storlinjerad, kvadratisk eller högställd med vackert huvud, lång väl ansatt hals, liggande bog och markerad manke. Den har en harmonisk överlinje med långt något sluttande kors och visst djup. Extremiteterna är korrekta. Gångarterna är bogfria, luftiga, rena, energiska och med ett gott påskjut. Traven är elastisk taktmässig, lätt och schvungfull. Galoppen är rund, välbalanserad och vägvinnande. Temperamentet är livligt med mycket framåtanda men ändå lätthanterlig och samarbetsvillig.

## Tävling
Angloaraben har genom årens lopp blivit en erkänd tävlingshäst. År 2004 vann franskfödde Dileme de Cephe med Bruno Broucqsault världscupen i hoppning och engelskfödde Tamarillo med William Fox-Pitt ett av världens svåraste tävlingar i fälttävlan nämligen Badminton. De senaste åren har flera fälttävlansryttare tävlat med angloaraber. Tävlingshästar i främst hoppning och fälttävlan är av den större typen, och har ofta ett relativt högt inslag av engelskt fullblod.    
Trots att det i Sverige endast föds ett tiotal angloarabiska föl om året har flera av dem meriter från tävlingsbanorna. Under många år tävlade angloarabhingsten Stubin framgångsrikt i hoppning. Han visade även sin klass genom att vinna SM i fälttävlan. Han har även förärvt sina prestationsegenskaper. En av hans avkommor är angloarabhingsten Business som har segrar i en och tvåstjärnig fälttävlan och som debuterat internationellt i trestjärnig fälttävlan. En annan Stubin-avkomma från samma årgång som visat sina goda dressyregenskaper är Sulbin som debuterat i Intermediere II. Något äldre angloaraber med prestation inom fälttävlan är Alexej och Morning Phantasy med placering i Svenska mästerskapen. I distans har Rislyckans Samantha haft stora framgångar. 

## Avel
Internationellt företräds angloaraben av CIAA (Conference International Anglo Arab) en sammanslutning bestående av ett stort antal länder företrädesvis inom Europa men även Sydamerika och Nordafrika finns representerade. I Sverige företräds angloarabrasen av Svenska Angloarabföreningen som för register och är stamboksförande instans.
Genom ett beslut fattat av CIAA betecknar man angloaraber med 25% eller mer arabblodsinslag som AA och de hästar som har mindre än 25% som AC.  Det finns även två sektioner, varav den ena endast innehåller hästar vars anfäder uteslutande härstammar från godkända engelska och arabiska stamböcker och den andra sektionen kan ha upp till 1/16 främmande blod dock ej cob, ponny, kallblod eller okänd härstamning. I de flesta länder inklusive Frankrike och Sverige finns även en sektion III som omfattar angloarabiska halvblod. Målet med denna avel är huvudsakligen att förädla halvblodet. Ättlingar till dessa hästar kan så småningom med målmedveten avel införas i sektion II när halvblodsinslaget uppgår till högst 1/16. Genom att tillvarata dessa hästar i angloarabaveln blir avelsbasen större och därmed ges förutsättningar att bättre tillvarata angloarabens kvalitet och prestationsförmåga.
Angloaraben är även en förstklassig förädlare. Företrädesvis franska angloaraber har haft stor betydelse i den tyska ridhästaveln. Hingstar som Inshallah, Ramzes och Matcho förekommer ofta i prestationshärstamningar. Hingsten Zeus har även haft stor inflytande i aveln.